# Maiflower Motor
Die Maiflower Motor Co. Ltd. war ein britischer Automobilhersteller in Gloucester. 1919–1921 wurden dort ein Mittelklassemodell gebaut.
Der Maiflower 20 hp basierte auf dem Ford T-Modell. Der Wagen besaß auch den seitengesteuerten Vierzylinder-Reihenmotor mit 2,9 l Hubraum des US-amerikanischen Originals, einschließlich des Holbrook-Vergasers. Auch der Radstand von 2.743 mm stimmte mit dem T-Modell überein, aber der Wagen war tiefergelegt, hatte eine 2-sitzige Tourenwagen-Karosserie und Rechtslenkung. Die Holzspeichenräder des US-Modells waren Stahlscheibenrädern gewichen.
Bereits 1921 verschwand die Marke wieder vom Markt.

## Modelle
| Modell | Bauzeitraum | Zylinder | Hubraum  | Radstand |
| ------ | ----------- | -------- | -------- | -------- |
| 20 hp  | 1919–1921   | 4 Reihe  | 2890 cm³ | 2743 mm  |

## Quelle
- David Culshaw & Peter Horrobin: The Complete Catalogue of British Cars 1895–1975. Veloce Publishing plc. Dorchester (1999).  ISBN 1-874105-93-6